# مند (روستا)
روستایی است در بخش مرکزی  شهرستان گناباد که در چهار کیلومتری شمال شرقی گناباد واقع شده‌است. اهالی آن، علاوه بر کشاورزی، به کار آجرپزی و ساختن ظروف سفالین و کاشی نیز اشتغال دارند. این روستا تنها دارای یک قنات است که خداآفرید نام دارد و قنات دلویی نیز از وسط این روستا می‌گذرد.
روستای قدیمی مند در شمال جاده مشهد به زاهدان و در دهستان حومه گناباد قرار دارد. این روستای قدیمی در بر عرض جغرافیایی '۲۳/ ۳۴ و طول جغرافیایی '۴۲/ ۵۸ قرار دارد و ارتفاع آن از سطح دریا حدود ۱۰۷۵ متر است. این روستای جلگه‌ای تا مرکز شهر گناباد ۳ کیلومتر و تا مرکز دهستان ۲ کیلومتر فاصله دارد. در سال ۱۳۸۵، ۱۶۳۲ نفر و در سال ۱۳۵۵، ۱۰۸۰ نفر جمعیت داشته‌است. سفالگری و به ویژه آجرپزی مند سابقه ای بس طولانی دارد و امروزه به همین دلیل کامیون داری (کمپرسی‌داری) و انواع وسایل سنگین مانند لودر و امثال آن در این روستا اشتغال وسیعی به وجود آورده‌است.
آب کشاورزی روستا از یک قنات و هفت چاه نیمه عمیق تأمین می‌شود و اراضی کشاورزی این روستا حدود ۵۵ هکتار است که در آن پنبه، چغندر، زعفران، گندم، جو، باغات میوه و غیره دارند. دامداری نیز در روستای مند وجود دارد و بیشتر دامداران آن به گاوداری صنعتی روی آورده‌اند.
آموزشکده فنی محمودیه گناباد در محدوده این روستا قرار دارد. این روستا ۳ باب مدرسه ابتدایی و ۲ باب مدرسه متوسطه نیز دارد. آب و برق و مخابرات، پزشک و بهورز و مرکز بهداشت، فروشندگی مواد نفتی و تعاونی مصرف، نانوایی و امثال آن نیز تأمین شده‌است. این روستا تحت پوشش تاکسی‌رانی شهر گناباد نیز قرار دارد.